# A Noiva do Ladrão

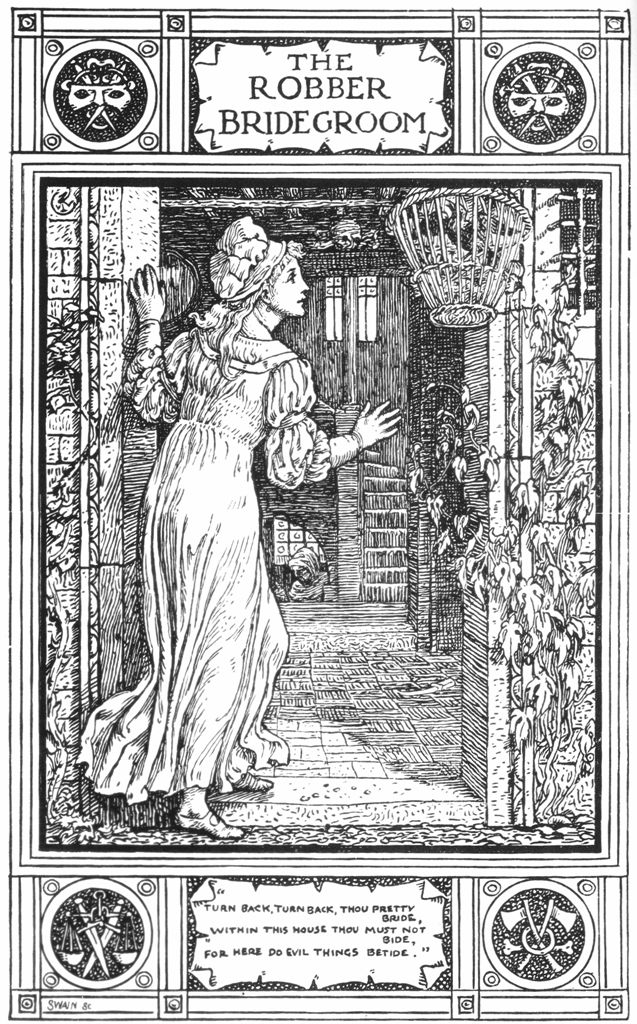
Ilustração de "O Noivo Ladrão" das histórias coletadas pelos Irmãos Grimm, traduzidas por Lucy Crane, e ilustradas por Walter Crane, publicado pela Macmillan and Company, em 1886.

 

'A Noiva do Ladrão' ou 'O Noivo Ladrão' (em alemão: Der Räuberbräutigam) é um conto de fadas alemão recolhido pelos Irmãos Grimm, sob número 40 . Joseph Jacobs incluiu uma variante, chamada “Mister Fox” nos seus “Contos de Fadas Ingleses”,, mas a origem deste conto é muito mais velha; Shakespeare, por volta de 1599, alude à variante “Mister Fox” em “Muito Barulho por Nada (Much Ado About Nothing), no ato 1, cena 1: 
 “Como o velho conto, meu senhor: "não é assim, nem também era assim; mas, na verdade, Deus me livre que seja assim."
Ele está posto no Sistema de classificação de Aarne-Thompson, sob o número 955. Este tipo está intimamente relacionado com contos do tipo 312, como “Barba Azul” e os do tipo 311, como como “Como o Diabo casou com Três Irmãs” e “O Pássaro de Fitcher” . 

## História
Um moleiro desejava casar a sua filha, e assim, quando um pretendente rico apareceu, ela foi prometida a ele. A menina não amava o pretendente e realmente não confiava nele. Toda vez que ela olha para ele e pensa nele, sente um temor em seu coração. Um dia, o pretendente reclamou que a filha do moleiro nunca havia ido visitá-lo. Ele falou ao moleiro que vivia na floresta, e vencendo a relutância daquele pai, disse-lhe que deixaria um rastro de cinzas para que a moça pudesse encontrar sua casa.  
No domingo seguinte, ela encheu seus bolsos com ervilhas e lentilhas, com o que marcou a trilha, enquanto seguia as cinzas. Já à noite, ela chegou a uma casa escura e silenciosa, onde havia um pássaro numa gaiola que lhe gritou: "Retroceda, retroceda, ó noiva bonita. Dentro desta casa você não deve permanecer. É aqui que coisas perversas acontecem”, porque aquela era a casa de um assassino". Uma mulher idosa, que cuidava da adega, estava na cozinha e lhe disse que as pessoas que moravam lá iriam matá-la e comê-la. A velha a protegeu, escondendo-a atrás de um barril. Um bando de ladrões chegou com uma mulher jovem, e eles a mataram e preparam para comê-la. Quando um dos ladrões cortou um dedo para pegar o anel de ouro que havia nele, o dedo e anel voou pelo ar e caiu no colo da moça escondida. A velha desencorajou os ladrões de procurar, porque nem o dedo nem o anel poderiam fugir, e deveriam ser encontrados na manhã seguinte.  
A moça reconheceu seu noivo, entre os ladrões e ficou horrorizada. A velha embebedou os ladrões, com vinho e, assim que eles adormeceram, as duas mulheres  fugiram. O vento tinha soprado as cinzas para longe, mas as ervilhas e lentilhas haviam brotado e as duas seguiram o caminho das plantas, conseguindo chegar à casa da jovem. Quando chegou o dia do casamento, os convidados estavam contando histórias e o noivo pediu à jovem para contar uma história. Ela disse que iria contar um sonho que teve e contou a história de ter ido à cova dos ladrões, entre cada frase dizendo: "Este era apenas um sonho, meu amor!" Quando ela contou a parte do dedo cair em seu colo, ela produziu o dedo. O noivo ladrão e todo o seu bando foram condenados à morte. 

## Variações
Na versão de Jacobs, a mulher, Lady Mary, foi até a casa por curiosidade, o Sr. Fox não detalhou como ela foi lá e também não citou que ela não tenha sido informada dos horrores ocorridos lá, mas apenas que encontrou os corpos das mulheres assassinadas, como em Barba Azul. 
Pushkin escreveu uma variante do conto chamado Жених (O Noivo), começando com a mulher chegando em casa, voltando da casa dos ladrões. Numa variante americana, originária da região de Ozarks, a heroína resolve nunca se casar e nunca casa, porque todos os homens que conheceu eram ruins; ela ficou só, com sua própria família, que estava feliz em tê-la sempre em casa. 

## Adaptações
O primeiro romance de Eudora Welty chamado “O Noivo do Ladrão”, adaptou uma história do século XVIII, de Natchez, Mississippi. Nesta versão, o noivo é um fora da lei heróico cujo rival é um vilão sanguinário (um bandido real do Mississippi chamado “Little Harp”). Este Noivo mata eventualmente Litle Harp e se casa com a moça, Rosamond. A versão de Welty se tornou a base para o musical da Broadway de mesmo nome. 
Neil Gaiman escreveu um conto intitulado “The White Road” (A Estrada Branca), baseando-se em "Mr Fox". Neste conto, publicado em 1998, no livro “Fumaça e Espelhos”, um caso amoroso recente do Sr. Fox o seguiu para casa. Lá, ela encontra evidências de assassinatos e, mais tarde, testemunha a matança terrível de outra vítima. Num hotel, ela revela a verdadeira natureza do seu namorado para uma multidão, contando uma "história de um sonho." Ela grita em última análise, que ele é "Barba Azul" e "Gilles de Rais". No entanto, ao contrário do original "Mr Fox", na versão de Gaiman, Mr Fox é realmente inocente, e a mulher é que o mata com a sua história. 
O romance de Margaret Atwood “A Noiva Ladra”  muda o sexo do vilão para uma mulher predatória, Zênia, que metaforicamente devora homens após seduzi-los longe de suas companheiras. A história é contada através dos olhos das esposas/ parceiras dos homens, mulheres de quem Zênia se torna amiga e depois trai. Outras alusões a contos de fadas e ao folclore estão presentes em todo o livro. 
O Noivo do Ladrão foi adaptado para a sexta edição da série de quadrinhos “Contos de Grimm”. A história é contada como duas irmãs que estão sendo cortejada por um conde misterioso. Quando ele escolhe a mais jovem das duas, a irmã mais velha mata a mais nova e se torna noiva do Conde. No entanto, o conde é realmente um vampiro carnívoro, que junto com os cortesãos de seu castelo devoram a menina. Esta é uma história dentro de uma história, que está sendo contada a duas irmãs adolescentes briguentas que estão em atrito por um namorado. 